# Hippocampus zosterae
Hippocampus zosterae is een straalvinnige vis uit de familie Syngnathidae (zeenaalden en zeepaardjes). De wetenschappelijke naam van de soort is voor het eerst geldig gepubliceerd in 1882 door Jordan & Gilbert.

## Kenmerken
Deze soort is voornamelijk beige en heeft, met gekrulde staart, een lengte van 1,5 cm.Ze kunnen uitgroeien tot een volwassen lengte van 3 tot 5 centimeter.

## Aquarium
Aangezien dit zoutwatervisje erg kwetsbaar is, is het houden ervan alleen besteed aan ervaren aquariumhouders, aangezien het diertje alleen levend en bewegend voer eet, dat kan bestaan uit zoutwaterkreeftjes en garnaaltjes. Temperatuurschommelingen en waterkwaliteit dienen goed in de gaten te worden gehouden.

## Verspreiding en leefgebied
De natuurlijke habitat van dit zeepaardje loopt van Bermuda naar Florida en in de hele Golf van Mexico. Ze bezoeken het brakke water van baaien en riviermondingen, alsmede de open oceaan.

## Status
De soort staat op de Rode Lijst van de IUCN als Niet bedreigd, beoordelingsjaar 2017.